# Memnón

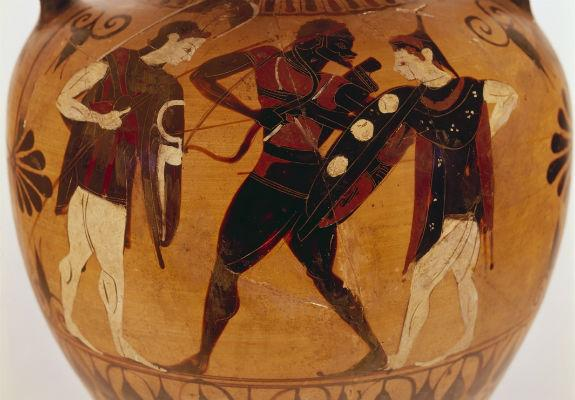
La partida de Memnón hacia Troya, Jarrón de figuras negras. 550-525 a. C. Museos Reales de Arte e Historia, Bruselas, Bélgica.

En la mitología griega, Memnón (Mέμνων) fue un rey de Etiopía, hijo de Titono y Eos, la diosa de la aurora, y sobrino de Príamo. Durante la guerra de Troya, formó un ejército para la defensa de la ciudad, y fue dado muerte por el guerrero griego Aquiles, como venganza por matar a Antíloco. Tras su muerte, su madre envió a sus hermanos, los vientos a recoger su cadáver. Eos no cesó de llorar la muerte de su hijo en toda la noche, y sus lágrimas aún se pueden ver todas las mañanas de frío, en forma de rocío. Conmovido por el dolor de Eos, Zeus le concedió a Memnón la inmortalidad.
La muerte de Memnón es relatada ampliamente en el poema épico Etiópida, escrito después que la Ilíada, sobre el siglo VII a. C. Quinto de Esmirna también habla sobre la muerte de Memnón en su poema Posthoméricas.
Memnón, mientras llevaba auxilio a Príamo, es matado por Aquiles. Así, pues, la madre en pago del asiduo oficio de traer la luz del día, con súplicas consigue de Júpiter que, una vez reducida a cenizas su pira por el fuego del sol, sus hermanas sean convertidas en aves con el nombre de Memnónidas. Estas, cuando en recuerdo de la guerra acuden cada año al sepulcro, luchando entre sí aplacan a los manes de éste con su propia sangre, y su propia madre, en las horas matinales, convierte las lágrimas en rocío por añoranza de su hijo Memnón. Sin embargo, según quiere Hesíodo, un tío paterno suyo erigió este monumento en Frigia.
A Teya, la madre de los cercopres, se la llama Memnónide, esto es, «hija de Memnón».

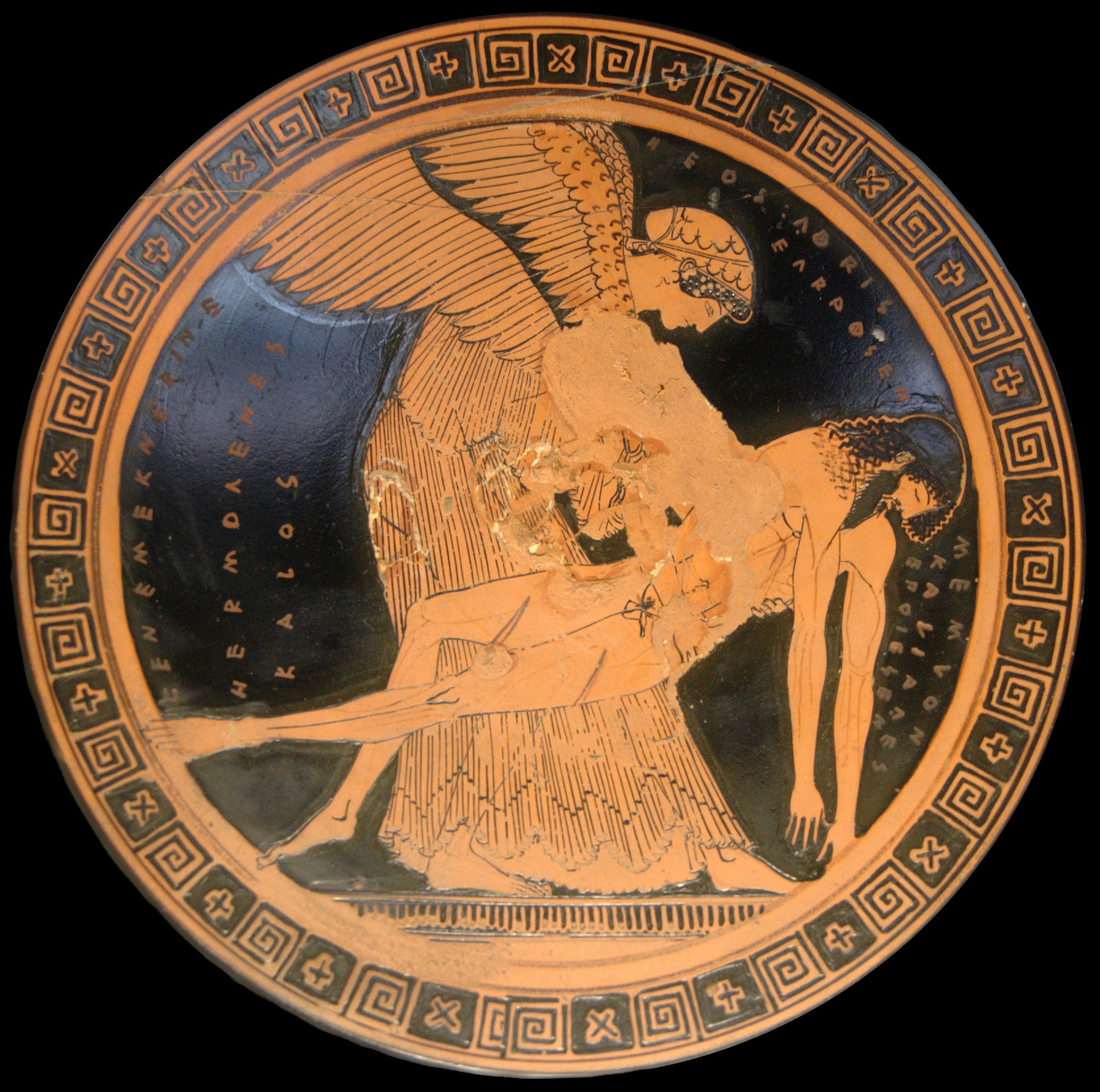
Eos levantando el cuerpo de su hijo Memnón.